# Sylvia Breamer
Sylvia Breamer, nata Sylvia Poppy Bremer (Sydney, 9 giugno 1897 – New York, 7 giugno 1964), è stata un'attrice australiana che lavorò negli Stati Uniti all'epoca del muto.

## Filmografia
- The Pinch Hitter, regia di Victor Schertzinger (1917)
- The Millionaire Vagrant, regia di Victor Schertzinger (1917)
- Sudden Jim, regia di Victor Schertzinger (1917)
- The Cold Deck, regia di William S. Hart e, non accreditato, Clifford Smith (1917)
- The Narrow Trail, regia di William S. Hart e Lambert Hillyer (1917)
- The Family Skeleton, regia di Victor Schertzinger e Jerome Storm (1918)
- Missing, regia di James Young (1918)
- We Can't Have Everything, regia di Cecil B. DeMille (1918)
- The Temple of Dusk, regia di James Young (1918)
- The Common Cause, regia di J. Stuart Blackton (1919)
- A House Divided, regia di J. Stuart Blackton (1919)
- The Moonshine Trail, regia di J. Stuart Blackton (1919)
- Dawn, regia di J. Stuart Blackton (1919)
- L'altra moglie di mio marito (My Husband's Other Wife), regia di J. Stuart Blackton (1920)
- Respectable by Proxy, regia di J. Stuart Blackton (1920)
- My Lady's Garter, regia di Maurice Tourneur (1920)
- The Blood Barrier, regia di J. Stuart Blackton (1920)
- Unseen Forces, regia di Sidney Franklin (1920)
- The Devil, regia di James Young (1921)
- Not Guilty, regia di Sidney Franklin (1921)
- Doubling for Romeo, regia di Clarence G. Badger (1921)
- The Roof Tree, regia di John Francis Dillon (1921)
- A Poor Relation, regia di Clarence G. Badger (1921)
- L'uomo con due madri (Man with Two Mothers), regia di Paul Bern (1922)
- Money to Burn, regia di Rowland V. Lee (1922)
- The Face Between, regia di Bayard Veiller (1922)
- The Man Who Married His Own Wife, regia di Stuart Paton (1922)
- Sherlock Brown, regia di Bayard Veiller (1922)
- L'isola delle perle (The Man Unconquerable), regia di Joseph Henabery (1922)
- Calvert's Valley, regia di John Francis Dillon (1922)
- Wolf Law, regia di Stuart Paton (1922)
- The First Degree
- The Radio-Active Bomb, regia di Duke Worne - cortometraggio (1923)
- The Girl of the Golden West, regia di Edwin Carewe (1923)
- Bavù, regia di Stuart Paton (1923)
- The Barefoot Boy, regia di David Kirkland (1923)
- Thundergate, regia di Joseph De Grasse (1923)
- Flaming Youth, regia di John Francis Dillon (1923)
- Her Temporary Husband, regia di John McDermott (1923)
- Amore di domani (Lilies of the Field), regia di John Francis Dillon (1924)
- The Woman on the Jury, regia di Harry O. Hoyt (1924)
- Reckless Romance, regia di Scott Sidney (1924)
- Robes of Sin, regia di Russell Allen (1924)
- Women and Gold, regia di James P. Hogan (1925)
- Too Much Youth, regia di Duke Worne (1925)
- Up in Mabel's Room, regia di E. Mason Hopper (1926)
- Lightning Reporter, regia di John W. Noble (1926)
- Too Many Parents, regia di Robert F. McGowan (1936)